# Estran
Estran – organiczny związek chemiczny z grupy steroidów. Stanowi podstawowy szkielet węglowy obecny w cząsteczkach estrogenów (żeńskich hormonów płciowych).
Estran jest zbudowany z 18 atomów węgla. Jak wszystkie steroidy posiada sprzężony układ czterech pierścieni – trzech sześcioczłonowych i jednego pięcioczłonowego.
Pierścienie mogą być względem siebie różnie położone. Kolejne pierścienie nazywa się od kolejnych liter alfabetu. I tak pierścienie tworzone przez atomy węgla numerowane od 1 do 10 określane są jako A i B. W zależności od wzajemnego położenia pierścieni A i B, czyli od układu w jakim są skondensowane, wyróżniamy α- i β-estran. O β-estranie mówimy, jeśli te dwa pierścienie są skondensowane w układzie cis – wtedy atom wodoru przy piątym atomie węgla „wystaje” nad płaszczyznę. Z α-estranem mamy do czynienia, gdy pierścienie są skondensowane w układzie trans – wtedy atom wodoru przy piątym atomie węgla znajduje się pod płaszczyzną.